# 800'erne
Århundreder: 8. århundrede – 9. århundrede – 10. århundrede
Årtier: 750'erne 760'erne 770'erne 780'erne 790'erne – 800'erne – 810'erne 820'erne 830'erne 840'erne 850'erne
År: 800 801 802 803 804 805 806 807 808 809